# Grundgebühr (Betriebswirtschaft)
Grundgebühren (oder Basisentgelt, Grundtarif; englisch basic fee) sind in der Wirtschaft Gebühren, die bei Dienstleistungen unabhängig von deren Nutzung oder deren Verbrauch für die bloße Bereitstellung durch Unternehmen berechnet werden.

## Allgemeines
Das Kompositum „Grundgebühr“ weist darauf hin, dass es neben der Grundgebühr innerhalb eines Tarifs auch noch weitere Entgelte geben wird. Derartige Grundgebühren werden in vielen Wirtschaftszweigen verlangt. Dazu gehören insbesondere Abfallentsorgung, Carsharing, Energieversorgung, Fluggesellschaften, Kabelsender, Krankenkassen, Mietwagen, Taxi, Telekommunikation (Handyvertrag, Mobilfunkvertrag, Telefonanschluss) oder Wasserversorgung. Viele davon sind Dauerschuldverhältnisse, bei denen die Grundgebühren zu Vertragsbeginn und oft in nachfolgenden monatlichen bis zu jährlichen Rechnungsperioden anfallen. 

## Rechtsfragen
Herkömmlich werden öffentlich-rechtliche Geldleistungen als Gebühr bezeichnet, die aus Anlass einer individuell zurechenbaren öffentlichen Leistung dem Gebührenschuldner auferlegt werden und dazu bestimmt sind, in Anknüpfung an diese Leistung deren Kosten ganz oder teilweise zu decken.
Die Kommunalabgabengesetze (KAG) der Länder lassen Grundgebühren zu. So sind nach § 3 KAG NRW Benutzungsgebühren nach der Inanspruchnahme der Einrichtung oder Anlage zu bemessen, die Erhebung einer Grundgebühr ist daneben zulässig (§ 3 Abs. 3 KAG NRW). Zivilrechtlich sind Grundgebühren im Sinne von § 315 BGB nicht unbillig, wenn die für Wohngrundstücke vorgesehenen verbrauchsunabhängigen Grundpreise eines Wasserversorgers ohne weitere Differenzierung lediglich auf die Anzahl der Wohneinheiten abstellen und Wohnungsleerstände unberücksichtigt lassen.
Eine auf Kostendeckung abzielende Gebühr wie die Grundgebühr für industrielle bzw. gewerbliche Abfallerzeuger ist mit dem Äquivalenzprinzip vereinbar, solange der Verteilungsmaßstab dem Gleichheitsgrundsatz Rechnung trägt.

## Gesamtkosten
Da Unternehmen ihre Gesamtkosten decken müssen, gilt grundsätzlich: Je höher die Grundgebühr, desto niedriger die verbrauchsabhängigen Gebühren und umgekehrt. Als Extremfall kann man einen Prepaid-Tarif ansehen, welcher häufig null Euro Grundgebühr hat, aber dafür deutlich höhere Gesprächsgebühren.
Aus Kundensicht stellen sich die Gesamtkosten aus beiden Teilen zusammen. Die Wahl des günstigsten Tarifes hängt daher von den individuellen Verbrauchsmengen ab. Bei geringem Verbrauch ist ein Tarif mit niedrigen Grundgebühren und hohen verbrauchsabhängigen Gebühren günstiger, bei hohem Verbrauch ist es umgekehrt.
Beispiel
Angenommen, ein Verbraucher bezahlt bei einem Mobilfunkvertrag 6,99 Euro Grundgebühr pro Monat. Diese 6,99 Euro müssen auf jeden Fall bezahlt werden, gleichgültig, ob aktiv (= abgehende Gespräche) oder passiv (= ankommende Gespräche) telefoniert wird oder nicht. Die anfallenden Gesprächsgebühren für getätigte gebührenpflichtige Telefonate werden zusätzlich verrechnet. Eingehende und abgehende Gespräche sind aber nur möglich, wenn die Grundgebühr entrichtet wird.

## Wirtschaftliche Aspekte
Ähnlich wie die Grundgebühr wirken Paketangebote wie Minutenpakete im Mobilfunk oder Strompakete. Hier ist mit der Grundgebühr ein Basisverbrauch abgegolten. Grundgebühren können auch als Option interpretiert werden. Mit der Zahlung der Grundgebühr erwirbt der Käufer das Recht auf preisgünstigere Lieferung. Ein Beispiel hierfür sind Preismodelle mit Rabattsystemen wie der Bahncard. Der fixe Kaufpreis reduziert hier die verbrauchsabhängigen Gebühren. Ähnliches gilt auch für Sportvereine, bei denen Mitglieder günstiger die Sportanlagen nutzen können.
Grundgebühren gehören zur Preispolitik von Unternehmen und werden zur Preisdifferenzierung eingesetzt. Grundgebühren sind ein Bestandteil von zweiteiligen Tarifen, welche die Preiskomponenten Grundgebühr und nutzungsabhängiges Entgelt miteinander kombinieren. Kommt es zur Nutzung oder zum Verbrauch, fallen zusätzlich noch Nutzungsentgelte an. Unternehmen können sich dabei preispolitisch entscheiden, ob sie keine Grundgebühren verlangen und dafür diese auf die Nutzungsentgelte verteilen oder umgekehrt. Auch Subventionierungen der einen durch die andere Preiskomponente aus preisoptischen Gründen kommen vor. Grundgebühren verschleiern deshalb die Transparenz von Preisen und erschweren damit den Preisvergleich. 
Bei der Preiskalkulation dienen Grundgebühren zur Abgeltung von fixen Kosten der Vorhaltung der Dienstleistung, also beispielsweise der Bereithaltung eines Fuhrparks bei Mietwagen, der auch ohne Nutzung Kosten auslöst (Abschreibungen, Versicherungsprämien). Die Grundgebühr kann als Entgelt für die Fixkosten des Unternehmens, die verbrauchsabhängigen Gebühren als Entgelt für die variablen Kosten begründet werden. Grundgebühren werden vielfach von Versorgungsunternehmen eingesetzt, die einen hohen Anteil an Fixkosten durch ihre Infrastruktur aufweisen.

## Abgrenzung
Während neben der Grundgebühr zusätzlich noch verbrauchs- oder nutzungsabhängige Gebühren anfallen, ist die Flatrate ein Tarif, der keine weiteren Entgelte nach sich zieht. Der Grundpreis ist nach der Grundpreisverordnung des § 2 Nr. 4 PAngV der umgerechnete Preis von Waren je Mengeneinheit, wenn diese nach Gewicht, Volumen, Länge oder Fläche berechnet werden.